# Surinaamse parlementsverkiezingen 1866
De Surinaamse parlementsverkiezingen in 1866 vonden plaats in april van dat jaar. 
Er konden negen leden gekozen worden voor de Koloniale Staten die in 1866 tot stand kwam. De overige vier leden werden benoemd door de gouverneur voor een periode van een jaar. Van 1868 tot 1902 traden om de twee jaar een derde van de gekozen leden af zodat een gekozen Statenlid maximaal zes jaar kon aanblijven en daarna herkozen kon worden.
| Kandidaat                                            | Stemmen in de eerste ronde | Stemmen in de tweede ronde | resultaat |
| ---------------------------------------------------- | -------------------------- | -------------------------- | --------- |
| N.T.A. Arlaud                                        | 100                        | 131                        | gekozen   |
| D. Benjamins                                         | 111                        | 123                        | gekozen   |
| G.J.A. Bosch Reitz                                   | 156                        | -                          | gekozen   |
| F.P. Bouguenon                                       | 41                         | -                          | x         |
| J.V. Bouguenon                                       | 88                         | 110                        | gekozen   |
| F. Carstairs                                         | 84                         | 102                        | gekozen   |
| B.E. Colaço Belmonte                                 | 146                        | -                          | gekozen   |
| A.J. da Costa                                        | 45                         | -                          | x         |
| J.G. van Emden                                       | 69                         | 86                         | x         |
| J.J. Hewitt                                          | 105                        | 170                        | gekozen   |
| J. Mauritsz Ganderheyden                             | 41                         | -                          | x         |
| J.N.E. de Mesquita                                   | 73                         | 81                         | x         |
| E.F.L. Mollinger                                     | 152                        | -                          | gekozen   |
| M.S. van Praag                                       | 92                         | 94                         | x         |
| T.J. Eijken Sluijters                                | 59                         | 87                         | x         |
| S. Soesman jr.                                       | 127                        | -                          | gekozen   |
| F. Taunaij Fz                                        | 57                         | 61                         | x         |
| tientallen andere personen met minder dan 40 stemmen |                            |                            |           |

Bij deze verkiezingen mochten alleen mannen die aan bepaalde voorwaarden voldeden (censuskiesrecht) stemmen. Bij de eerste ronde waren er 226 geldig uitgebrachte stembiljetten waarbij een kiezer voor meer dan een kandidaat kon stemmen.  Er waren negen zetels te verdelen en om in de eerste ronde gekozen te kunnen worden had een kandidaat de volstrekte meerderheid nodig (minstens 114 stemmen). Vier kandidaten voldeed aan die voorwaarde. Bij de 'herstemming' konden alleen de tien kandidaten die nog niet verkozen waren maar in de eerste ronde de meeste stemmen kregen, meedoen. Hiervan werden de vijf kandidaten met de meeste stemmen verkozen tot Statenlid.
De Koloniale Staten begon op 8 mei 1866 (2e dinsdag van mei) het eerste zittingsjaar met de volgende dertien leden:
| Naam                        | Gepland jaar van aftreding | Bijzonderheden                                                 |
| --------------------------- | -------------------------- | -------------------------------------------------------------- |
| J. Mauritsz Ganderheyden*   | 1867                       | voorzitter, opgestapt in 1867 en opgevolgd door P.R. Planteau* |
| S. Soesman jr.              | 1872                       | vicevoorzitter, na vertrek Mauritsz Ganderheyden voorzitter    |
| G.J.A. Bosch Reitz          | 1870                       |                                                                |
| S.B. de Mesquita*           | 1867                       |                                                                |
| J.M.J. Eijken Sluijters*    | 1867                       | na vertrek Mauritsz Ganderheyden vicevoorzitter                |
| F.H. van Affelen van Oorde* | 1867                       |                                                                |
| F. Carstairs                | 1868                       |                                                                |
| B.E. Colaço Belmonte        | 1868                       |                                                                |
| J.J. Hewitt                 | 1868                       |                                                                |
| N.T.A. Arlaud               | 1870                       |                                                                |
| D. Benjamins                | 1870                       |                                                                |
| E.F.L. Mollinger            | 1872                       |                                                                |
| J.V. Bouguenon              | 1872                       |                                                                |

* = benoemd door de gouverneur (R.F. van Lansberge)